# Podascon
Podascon är ett släkte av kräftdjur. Podascon ingår i familjen Podasconidae.
Kladogram enligt Catalogue of Life:
| Podascon | \| \| Podascon chevreuxi \| \| \| \| \| \| Podascon dellavallei \| \| \| \| \| \| Podascon haploopis \| \| \| \| |
|          | \| \| Podascon chevreuxi \| \| \| \| \| \| Podascon dellavallei \| \| \| \| \| \| Podascon haploopis \| \| \| \| |
|          | Parapodascon |
|          | |
|          | Podascon chevreuxi                                                                                               |
|          | |
|          | Podascon dellavallei                                                                                             |
|          | |
|          | Podascon haploopis                                                                                               |
|          | |

|  | Podascon chevreuxi   |
|  |                      |
|  | Podascon dellavallei |
|  |                      |
|  | Podascon haploopis   |
|  |                      |